# Kashima (Saga)
Kashima (Japans: 鹿島市, Kashima-shi) is een stad in de prefectuur Saga op het eiland Kyushu, Japan. Op 1 maart 2008 had de stad 31.302 inwoners. De bevolkingsdichtheid bedroeg 279 inw./km². De oppervlakte van de stad is 112,10 km².
De stad werd gesticht op 31 maart 1954 .